# Colégio Estadual Dr. Artur Vargas
O Colégio Estadual Dr. Artur Vargas, popularmente conhecido pela sigla CEAV, é uma instituição de ensino fundamental e médio que fica localizada no centro da cidade de Angra dos Reis.
O colégio funciona onde funcionava o antigo Solar Carvalho e é bicampeão dos Jogos Estudantis de Angra dos Reis (JEAR). Além de instituição de ensino, o CEAV também atua como zona eleitoral durante as eleições.
Em janeiro de 2010, a cidade de Angra dos Reis sofreu com fortes chuvas que causaram deslizamentos de terra, uma tragédia que deixou 53 mortos. O ginásio do colégio foi utilizado para fazer um velório coletivo de dezesseis vítimas, além de servir como centro de atendimento e coleta de doações para as vítimas do desastre natural.
Conceição Rabha foi diretora do colégio por oito anos. Posteriormente, ela exerceu os cargos de vereadora e de prefeita de Angra dos Reis.
Alunos notáveis
- Tuca Jordão – político, foi prefeito de Angra dos Reis[8]